# Kremenica (Bitola)
Kremenica (macedónul: Кременица) település Észak-Macedóniában, a Pelagonijai körzet Bitolai járásában.

## Népesség
| Lakosok száma | 1726 | 2077 | 508  | 315  | 306  | 156  | 157  | 134  | 100  |
|               | 1948 | 1953 | 1961 | 1971 | 1981 | 1991 | 1994 | 2002 | 2021 |

2002-ben 134 lakos volt, akik közül 112 macedón, 20 török, 1 szerb.